# Staatliche Lotterie- und Spielbankverwaltung in Bayern

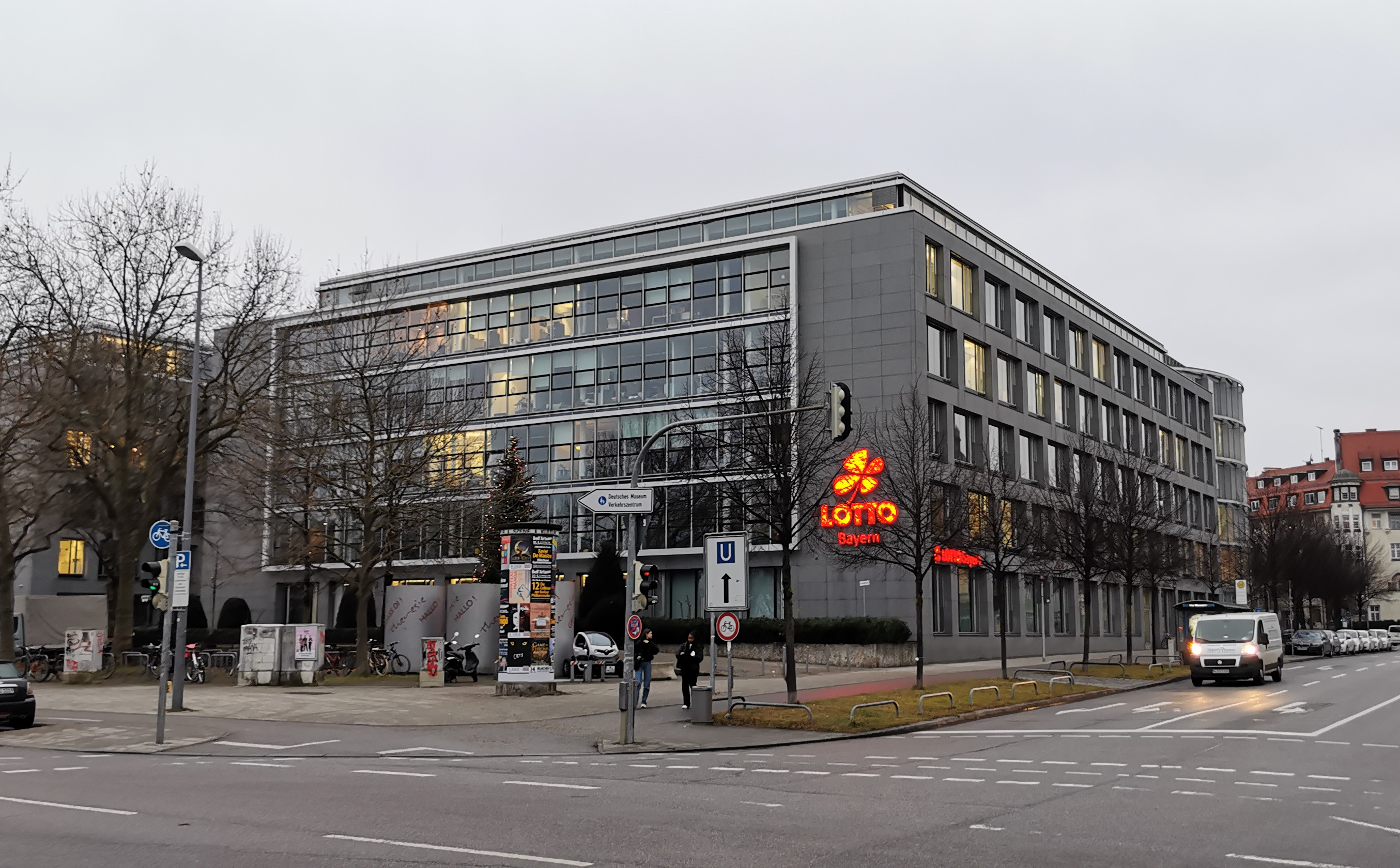
Zentrale der Staatlichen Lotterie- und Spielbankverwaltung an der Theresienhöhe in München

Logo von Lotto Bayern

Die Staatliche Lotterie- und Spielbankverwaltung (SLSV) ist ein Wirtschaftsunternehmen des Freistaates Bayern und rechtlich im Geschäftsbereich des Bayerischen Staatsministeriums der Finanzen und für Heimat angesiedelt. Unter ihrem Dach vereint sie die Geschäftsfelder LOTTO Bayern, LOTTO Akademie und Spielbanken Bayern. Ihr Produktangebot umfasst Lotterien, Lose und Casinospiele. Sie betreibt die neun Bayerischen Spielbanken an den Standorten Bad Wiessee, Feuchtwangen, Garmisch-Partenkirchen, Bad Reichenhall, Bad Füssing, Bad Kötzting, Bad Steben, Bad Kissingen und Lindau. Zudem betreibt die SLSV das erste staatliche Online-Casino in Deutschland.

## Kurzprofil
Die Staatliche Lotterie- und Spielbankverwaltung erfüllt als legaler, staatlicher Glücksspielanbieter die Vorgaben des zum 1. Juli 2021 in Kraft getretenen Glücksspielstaatsvertrags. Sie bietet unter Berücksichtigung des Spielerschutzes die Möglichkeit zum legalen Glücksspiel – auch im Internet. Als Staatsbetrieb führt sie jedes Jahr über 400 Millionen Euro an den Bayerischen Staatshaushalt ab. Insgesamt wurden 2024 rund 645 Millionen Euro an Gewinnen ausgeschüttet. Alle Bürgerinnen und Bürger im Freistaat profitieren von rund 523 Millionen Euro Lotteriesteuer, Gewinnabführung und Spielbankabgabe, die für gemeinnützige Zwecke an den Bayerischen Staatshaushalt abgeführt werden. Sie ermöglichen damit zusätzliche Leistungen, insbesondere in Sport, Kultur, Denkmalpflege und sonstigen öffentlichen Bereichen, die sonst nicht oder nur schwierig realisierbar wären, und kommen damit allen Bürgerinnen und Bürgern im Freistaat zugute.
Als staatlicher, legaler Glücksspielanbieter bietet die SLSV spielinteressierten Personen vor Ort in über 3.000 bayerischen LOTTO-Annahmestellen, neun Bayerischen Spielbanken sowie online unter lotto-bayern.de [https://www.lotto-bayern.de/ ]  und spielbanken-bayern-online.de [https://www.spielbanken-bayern-online.de/] eine unter Einhaltung des Jugend- und Spielerschutzes ausgerichtete seriöse und sichere Spielteilnahme. Die Spielbetriebsabwicklung unterliegt strengen rechtlichen Vorgaben und hohen, von unabhängigen Prüfern zertifizierten nationalen und internationalen Qualitätsstandards. Die SLSV ist Mitglied der European Lotteries (EL) und der World Lottery Association (WLA).
Als staatlicher Arbeitgeber beschäftigt die SLSV in der Zentrale in München und am Standort in Nürnberg und an den Standorten der neun Bayerischen Spielbanken über 1.000 Mitarbeiterinnen und Mitarbeiter. Das Vertriebsgebiet ist in 24 Bezirksstellen unterteilt, die das LOTTO-Annahmestellennetz mit über 3.000 LOTTO-Annahmestellen betreuen. In den inhabergeführten LOTTO-Annahmestellen sind bayernweit wiederum rund 17.000 Mitarbeiterinnen und Mitarbeiter angestellt.

## Geschichte
Bayern führte als erstes „deutsches“ Land das Lotto durch Generalmandat des Kurfürsten Karl Albrecht am 27. April 1735 ein. Unter Kurfürst Maximilian III. Joseph wurde es 1773 verstaatlicht und 1807 auf das ganze Königreich Bayern ausgedehnt.  Von 1861 bis 1911 war die Einrichtung des staatlichen Lottos aufgehoben, da man sich laut eines zeitgenössischen Berichts der Passauer Zeitung, über dessen „verderbliche Wirkung“ einig sei. Auch die Bayrische Akademie der Wissenschaft warnte in einer Stellungnahme vor den negativen Auswirkungen des Lottos. 1911 schloss sich Bayern der Königlich-Preußischen Staatslotterie an, die in diesem Zusammenhang ihren Namen zur Königlich Preußisch-Süddeutschen Klassenlotterie änderte.
- Am 12. März 1946 wurde per Verordnung mit Zustimmung der amerikanischen Militärregierung die „Bayerische Staatslotterie“ als staatliche Einrichtung ohne eigene Rechtspersönlichkeit im Geschäftsbereich des Bayerischen Staatsministeriums der Finanzen errichtet. Einige Tage zuvor, am 27. Februar 1946, hatte die Staatliche Lotterieverwaltung ihre Tätigkeit aufgenommen. Am 12. März 1946 startete der Vertrieb von Losen unter der Bezeichnung „Bayerische Wiederaufbau-Lotterie“.[9]
- Am 15./16. Mai 1948 führte Bayern das staatlich organisierte Bayerische Fußball-Toto ein.
- Das bekannte LOTTO 6aus49 geht auf das Jahr 1955 zurück. Am 9. Oktober 1955 fiel bei der Premieren-Ziehung in Hamburg die 13 als erste Lotto-Gewinnzahl. In Bayern fand die erste Ziehung der Lottozahlen am Sonntag, 13. November 1955, im Ziehungssaal der Staatlichen Lotterieverwaltung in München statt. Seit dem 3. Juli 2013 finden die Ziehungen der Lottozahlen nicht mehr im Fernsehen, sondern nur noch live im Internet statt.[10] 2025 feiert die beliebte Lotterie „70 Jahre LOTTO 6aus49“.
- Anfang der 1950er-Jahre beschloss der Bayerische Landtag, zunächst drei Spielbanken unter privater Konzession zuzulassen. Im Sommer 1955 eröffnete in Bad Reichenhall die erste Spielbank, gefolgt von den Häusern in Garmisch-Partenkirchen und Bad Kissingen. 1957 kam Bad Wiessee hinzu. 1961 übernahm der Freistaat Bayern alle vier Spielbanken.
- 1970 wurde die GlücksSpirale als Gemeinschaftswerk des Nationalen Olympischen Komitees, des Deutschen Lotto- und Totoblocks und des Fernsehens zur Finanzierung der Olympischen Spiele in Deutschland gegründet. Das Grundprinzip der Lotterie hieß „Glück für Spieler und soziale Einrichtungen“. Inzwischen profitieren durch einen Zweckertrag von rund 27 Prozent des Spieleinsatzes – 2024 waren es rund 62,5 Millionen Euro – bundesweit zahlreiche gemeinnützige Fördergeldempfänger: Der Deutsche Olympische Sportbund (DOSB), die Bundesarbeitsgemeinschaft der Freien Wohlfahrtspflege (BAGFW) und die Deutsche Stiftung Denkmalschutz (DSD). Die Verwendung des restlichen Teils des Zweckertrags liegt in der Entscheidungsfreiheit jedes Bundeslandes. Oftmals kommt es dem Umwelt- und Naturschutz zugute. In Bayern ist der Bayerische Naturschutzfonds der vierte Empfänger der Zweckerträge.
- Am 1. Juli 1974 wurden TOTO und LOTTO zum Deutschen Lotto- und Totoblock zusammengeführt.
- 1976 wurde die Zusatzlotterie „Spiel 77“ eingeführt, 1992 folgte „Super 6“.
- 1990 übernahm der Freistaat Bayern das bis dahin private Casino in Lindau.
- Mit dem neuen Spielbankgesetz wurden 1995 weitere Casino-Standorte in Bad Kötzting, Bad Füssing, Feuchtwangen und Bad Steben beschlossen. Somit gibt es in jedem der sieben bayerischen Regierungsbezirke eine Spielbank, im bevölkerungsreichen Oberbayern sogar drei. Alle Spielbanken haben neben ihrem Spielangebot (u. a. Klassiker wie Roulette, Black Jack, Poker, Dice 52 sowie Automatenspiel) auch ihre Restaurants und Bars sowie Event-Bühnen mit Kulturangeboten etabliert.
- Am 19. Februar 1999 startete die Sportwette „ODDSET“ und bietet seither die Möglichkeit, Wetten auf Fußball-, Eishockeyspiele und weitere sportliche Großereignisse zu platzieren. Seit 1. Januar 2020 ist die ODDSET Sportwetten GmbH Veranstalter der Sportwette.
- 2004 wurde die tägliche Lotterie „KENO“ ins Leben gerufen.
- Die Staatliche Lotterie- und Spielbankverwaltung zählte im März 2012 zu den Gründungsmitgliedern der europaweiten Lotterie Eurojackpot.
- Die Staatliche Lotterie- und Spielbankverwaltung ist seit Januar 2013 vom Deutschen Lotto- und Totoblock beauftragtes Unternehmen für die Lotterie Glücksspirale.
- Im Juli 2013 öffnete die LOTTO-Akademie am Nelson-Mandela-Platz in Nürnberg ihre Pforten. Dort können LOTTO-Annahmestellen und ihr Personal an Seminaren zum Betrieb eines Einzelhandels teilnehmen. Anfang März 2014 ging zusätzlich die Kundenservicestelle in Nürnberg in Betrieb, die sich im selben Gebäude befindet.[11]
- Seit 2019 sind u. a. die Marken LOTTO Bayern und Spielbanken Bayern unter dem Dach der Staatlichen Lotterie- und Spielbankverwaltung vereint.
- Im April 2024 startete das Online-Casino-Spielportal www.spielbanken-bayern-online.de, das erste staatliche, legale Online-Spielangebot in Deutschland.

## Geschäftsfelder und Produkte

### LOTTO Bayern
Ein Geschäftsfeld der Staatlichen Lotterie- und Spielbankverwaltung ist LOTTO Bayern. LOTTO Bayern vertreibt seine Produkte in über 3.000 LOTTO-Annahmestellen sowie über das Internet. Dazu gehören die klassische Lotterie LOTTO 6aus49 mit den Zusatzlotterien Spiel 77 und Super 6, die Lotterie Doppelte Sieben, die tägliche Zahlenlotterie KENO mit der Zusatzlotterie plus5, Eurojackpot, die GlücksSpirale mit der Zusatzlotterie Sieger-Chance sowie Fußball-TOTO. Außerdem bietet LOTTO Bayern ein breites Sortiment an Aufreiß- und Rubbellosen wie das Bayernlos, diridari, MAGIC 7, RUCK ZUCK, BayernGLÜCK, MEGA GEHALT, EXTRA Gehalt und Rubbel die Hundert.
Die aktuelle Ziehung der Lottozahlen für LOTTO 6aus49 wird jeden Mittwoch um 18:25 Uhr und jeden Samstag um 19:25 Uhr als Livestream gesendet. Im Rahmen der Ziehung werden auch die Gewinnzahlen der beiden Zusatzlotterien Spiel 77 und SUPER 6 bekanntgegeben. Wer die Live-Ziehung verpasst, kann die Sendung jederzeit über das Archiv oder den LOTTO.de-YouTube-Kanal ansehen. Das Ziehungsergebnis wird bei Bekanntgabe der Lottozahlen samstags gegen 19:57 Uhr im Ersten veröffentlicht. Die Lottozahlen der Mittwochsziehung werden gegen 18:54 Uhr im ZDF verkündet.
Die wöchentliche Ziehung der Gewinnzahlen für die Glücksspirale und deren Zusatzlotterie Sieger-Chance findet jeden Samstag um 19:15 Uhr im Ziehungssaal in der Zentrale an der Theresienhöhe 11 in München statt. Die Ziehung ist öffentlich und findet unter behördlicher Aufsicht statt.
Personen unter 18 Jahren sind in Deutschland von der Teilnahme an Lotterien und Sportwetten generell, so auch hier ausgeschlossen. Als weitere Maßnahme zum Schutz vor Spielsucht greift die Kundenkartenpflicht bei bestimmten Produkten, die auch von erwachsenen Kunden nur gegen Vorlage ihrer Kundenkarte genutzt werden können.

### Spielbanken Bayern
Ein weiteres Geschäftsfeld der Staatlichen Lotterie- und Spielbankverwaltung sind die Spielbanken Bayern. Sie betreibt die insgesamt neun Spielbanken im Freistaat in Bad Füssing, Bad Kissingen, Bad Kötzting, Bad Reichenhall, Bad Steben, Bad Wiessee, Feuchtwangen, Garmisch-Partenkirchen und Lindau. Klassische Tischspiele wie Roulette, Black Jack, DICE 52 oder Poker und hochmoderne Spielautomaten sowie Shows und Kulinarik gehören zu ihrem breiten Portfolio. Als einziger legaler Anbieter in Bayern dürfen sie ein Online-Casino, mit Live Automatik Roulette, virtuellem Roulette sowie Black Jack und Texas Hold’em gegen die Bank im Internet auf spielbanken-bayern-online.de betreiben.

### Sponsoring (Auswahl)
- Die Staatliche Lotterie- und Spielbankverwaltung war Werbepartner für den FIS-Herren-Skiflug-Weltcup am 25./26. Januar 2025 in Oberstdorf sowie dem FIS Herren-Ski-Weltcup auf der Kandahar-Abfahrt am 2. Februar 2025 in Garmisch-Partenkirchen.
- Seit März 2016 ist die Staatliche Lotterie- und Spielbankverwaltung Kooperationspartner des Olympiaparks München. Die Kooperation läuft bis Juni 2026 fort.
- Darüber hinaus haben die Staatliche Lotterie- und Spielbankverwaltung und die SpVgg Greuther Fürth 2024 ihre Werbepartnerschaft, die bereits seit 16 Jahren besteht, bis Ende der Saison 2025/26 verlängert. Damit bleibt die Staatliche Lotterie- und Spielbankverwaltung weiterhin Exklusivpartner der Spielvereinigung.
- Die Staatliche Lotterie- und Spielbankverwaltung verlängerte Werbepartnerschaft mit dem SSV Jahn Regensburg bis 2026.
- 25 Jahre an der Seite der ATP BMW Open: Die Staatliche Lotterie- und Spielbankverwaltung verlängerte Werbepartnerschaft als Premium-Partner bis 2026.
- Nach 2019 und 2022 war die Staatliche Lotterie- und Spielbankverwaltung auch 2024 Werbepartner der Gluck-Festspiele. Schirmherr der Festspiele ist der Bayerische Finanz- und Heimatminister Albert Füracker.
- 20 Jahre Werbepartnerschaft von der Staatlichen Lotterie- und Spielbankverwaltung und der Bamberg Baskets. Die Bronze-Partnerschaft bleibt bis Ende der Saison 2024/2025 bestehen.
- Seit über zwei Jahrzehnten ist die Staatliche Lotterie- und Spielbankverwaltung mit LOTTO Bayern Premium-Partner des 1. FC Nürnberg. Zuletzt wurde die Partnerschaft 2023 bis Ende der Spielzeit 2024/25 verlängert.